# Pietro d'Abano (opera)
Pietro d'Abano è un'opera in tre atti di Giuseppe Apolloni, su libretto di Antonio Boni. La prima rappresentazione ebbe luogo al Teatro La Fenice di Venezia l'8 marzo 1856.
Gli interpreti della prima rappresentazione furono:
| Personaggio      | Interprete           |
| ---------------- | -------------------- |
| Pietro da Reggio | Giambattista Cornago |
| Arnoldo          | Emilio Pancani       |
| Pietro d'Abano   | Francesco Cresci     |
| Luisa            | Adelaide Cortesi     |
| Maria            | Carolina Zambelli    |
| Lando            | Marco Ghini          |
| Lucio            | Antonio Galletti     |

L'opera non ebbe fortuna, e soltanto dopo dieci anni il compositore scrisse una nuova produzione per il teatro, Il conte di Königsmark.

## Trama
L'azione si svolge al principio del XIV secolo, nei primi due atti in parte a Bologna in parte sull'Appennino, nel terzo a Padova.

## Struttura musicale

### Atto I
- N. 1 - Introduzione Scorto in Bologna ei venne or fa una luna (Coro)
- N. 2 - Cavatina di Pietro Come vergine sacrata (Pietro, Lucio)
- N. 3 - Cavatina di Luisa Come soave all'anima (Luisa, Voce)
- N. 4 - Duetto fra Arnoldo e Luisa Quando il tuo labbro angelico
- N. 5 - Finale I Ben fu saggio il comando supremo (Coro, Maria, Lucio, Pietro)

### Atto II
- N. 6 - Introduzione Che diluvio! orrenda sera! - Ove il giogo d'Appennino (Pietro da Reggio, Lando, Coro)
- N. 7 - Aria di Arnoldo A me ramingo ed orfano (Arnoldo, Pietro da Reggio, Lando, Coro)
- N. 8 - Aria di Luisa Ecco Bologna! le paterne mura
- N. 9 - Coro e Duetto fra Pietro e Luisa Eterna requie all'anima - Tetro baglior, funereo (Pietro, Luisa, Coro)

### Atto III
- N. 10 - Coro e Ballata Tripudio e baldoria! esultino i cori! - Del trovador la cetra è voluttuosa (Arnoldo, Coro)
- N. 11 - Aria di Pietro da Reggio Maledetti, alla congiura (Pietro da Reggio, Lando)
- N. 12 - Finale Ultimo Pietà, Signor del misero - In quest'ora di morte tremenda (Luisa, Arnoldo, Pietro, Pietro da Reggio, Coro)